# Олантреге (Белуно)
Олантреге (итал. Olantreghe) је насеље у Италији у округу Белуно, региону Венето.
Према процени из 2011. у насељу је живело 199 становника. Насеље се налази на надморској висини од 645 м.